# ویسواوا شیمبورسکا
ویسواوا شیمبورسکا و آوانویسی درست ویسلاوا شیمبورسکا, لهستانی: Maria Wisława Anna Szymborska (به لهستانی: Wisława Szymborska) ‏ (زادهٔ ۱۹۲۳ - درگذشتهٔ ۲۰۱۲) شاعر، مقاله‌نویس، مترجم لهستانی بود. او در سال ۱۹۹۶ برنده جایزهٔ نوبل ادبیات شد. داوران کمیتهٔ ادبی جایزهٔ نوبل در توصیف وی، او را «موتسارت شعر» خوانده بودند؛ کسی که ظرافت‌های زبانی را با «شور و هیجان‌های بتهوونی» در هم آمیخته بود.
اشعار وی به زبان‌های انگلیسی و بسیاری از زبان‌های اروپایی، چینی، فارسی، عبری و عربی ترجمه شده‌است.
چندین مجموعهٔ شعر و کتاب‌های بسیاری که ترجمهٔ او از زبان فرانسه به زبان لهستانی است، در کنار ده‌ها مقالهٔ ادبی دیگر از او به جا مانده‌است.

## زندگی
ویسواوا شیمبورسکا در دوم ژوئیهٔ ۱۹۲۳ در روستایی در غرب لهستان متولد شد. پدرش مباشر املاک یک خانوادهٔ کنت بود. هشت ساله بود که همراه با والدینش به کراکوف مهاجرت کرد. بین سال‌های ۱۹۴۵ تا ۱۹۴۸ در دانشگاه یاگیلونیا کراکوف به تحصیل در رشتهٔ ادبیات و جامعه‌شناسی پرداخت. اولین شعرش در سال ۱۹۴۵ در روزنامه‌ای در کراکوف چاپ شد. در اولین مجموعهٔ شعرش با نام برای این است که زنده‌ایم، آشکارا تحت تأثیر سبک ادبی رسماً تأیید شده از سوی رژیم کمونیستی لهستان، نظریهٔ رئالیسم سوسیالیستی بود. در سال ۱۹۵۳ به عضویت هیئت تحریریهٔ یک مجله ادبی با گرایش‌های روشنفکری درآمد و تا سال ۱۹۸۱ در آن مجله حضور داشت. در طی این مدت، وی نه تنها به عنوان یک شاعر؛ که در مقام منتقد کتاب و مترجم شعر نیز به شهرت دست پیدا کرد.
ویسواوا شیمبورسکا، در تاریخ ۱ فوریه ۲۰۱۲، بر اثر سرطان ریه در شهر کراکوف درگذشت.

## ترجمهٔ آثار به فارسی
پیشکسوتان ترجمهٔ اشعار شیمبورسکا از زبان اصلی به زبان فارسی، دو گروه مترجم بودند که هر یک از آن صاحب گزینه اشعار شیمبورسکا به شکل کتاب است: مارک اسموژینسکی و شهرام شیدایی و چوکا چکاد با "آدم‌ها روی پل" (تهران، ۱۳۷۷)؛ و علیرضا دولتشاهی و ایونا نویسکا با "عکس‍ی از ی‍ازده س‍پ‍ت‍ام‍ب‍ر" (تهران، ۱۳۸۲). هر دوی این ترجمه‌ها، حاصل همکاری یک ایران‌شناس لهستانی با شعرا یا شاعر ایرانی بوده‌است.